# Pont Cessart
Le pont Cessart, également appelé pont de Saumur, est un pont voûté en maçonnerie franchissant la Loire à Saumur, dans le département de Maine-et-Loire, en France.

## Caractéristiques
D'une longueur de 277 m, il relie la vieille ville de Saumur à l'île d'Offard. Il est constitué de 12 arches, la plus grande ayant une portée de 11,9 m.

## Historique
Il a été conçu par Louis-Alexandre de Cessart à qui il doit son nom, et réalisé par l'architecte Jean-Baptiste de Voglie à partir de 1756. Sa construction a duré 15 ans, il a été achevé en 1770. Il a fait l'objet de travaux de rénovation en 2020.

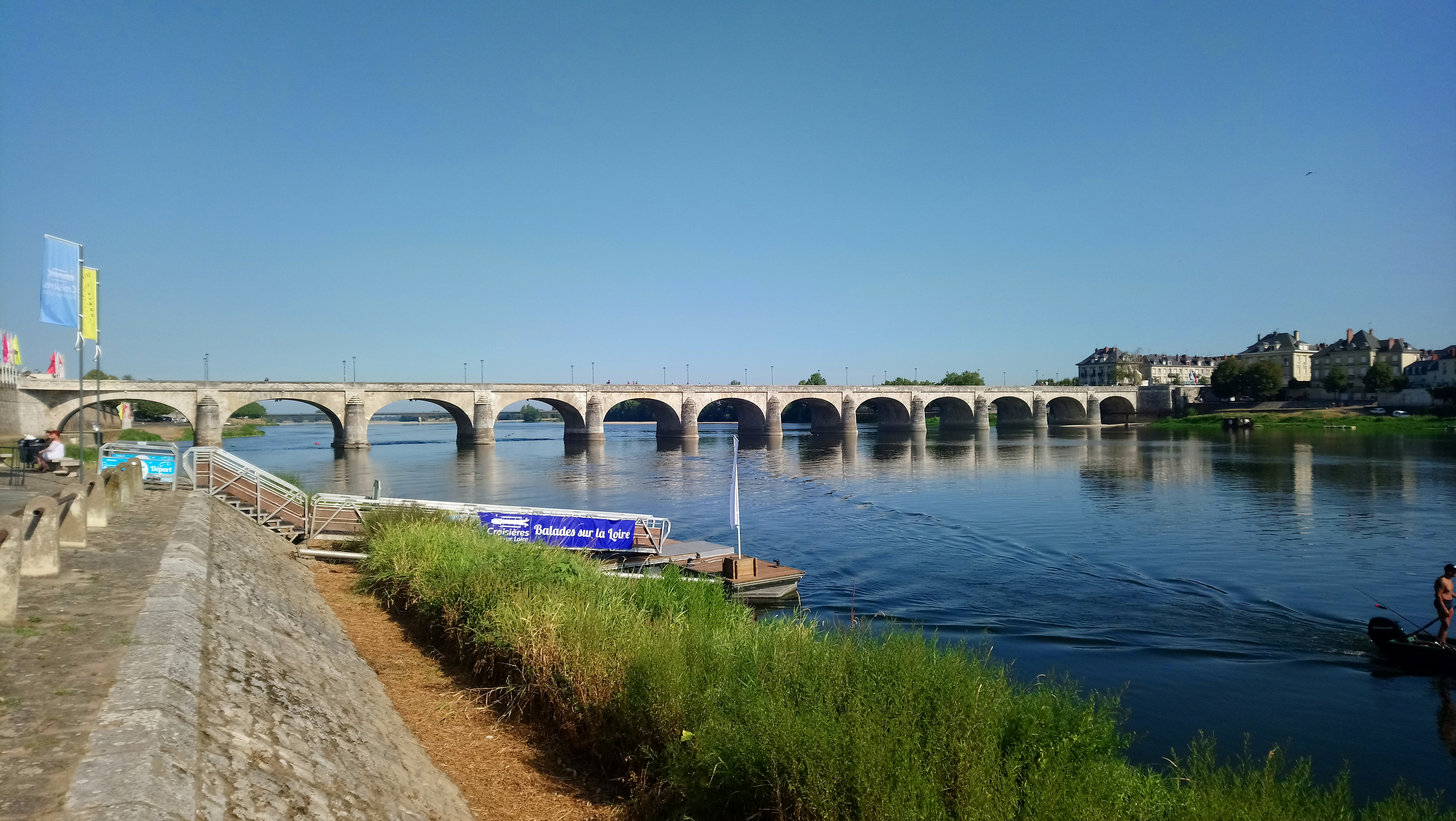
Le pont Cessart vu depuis la berge
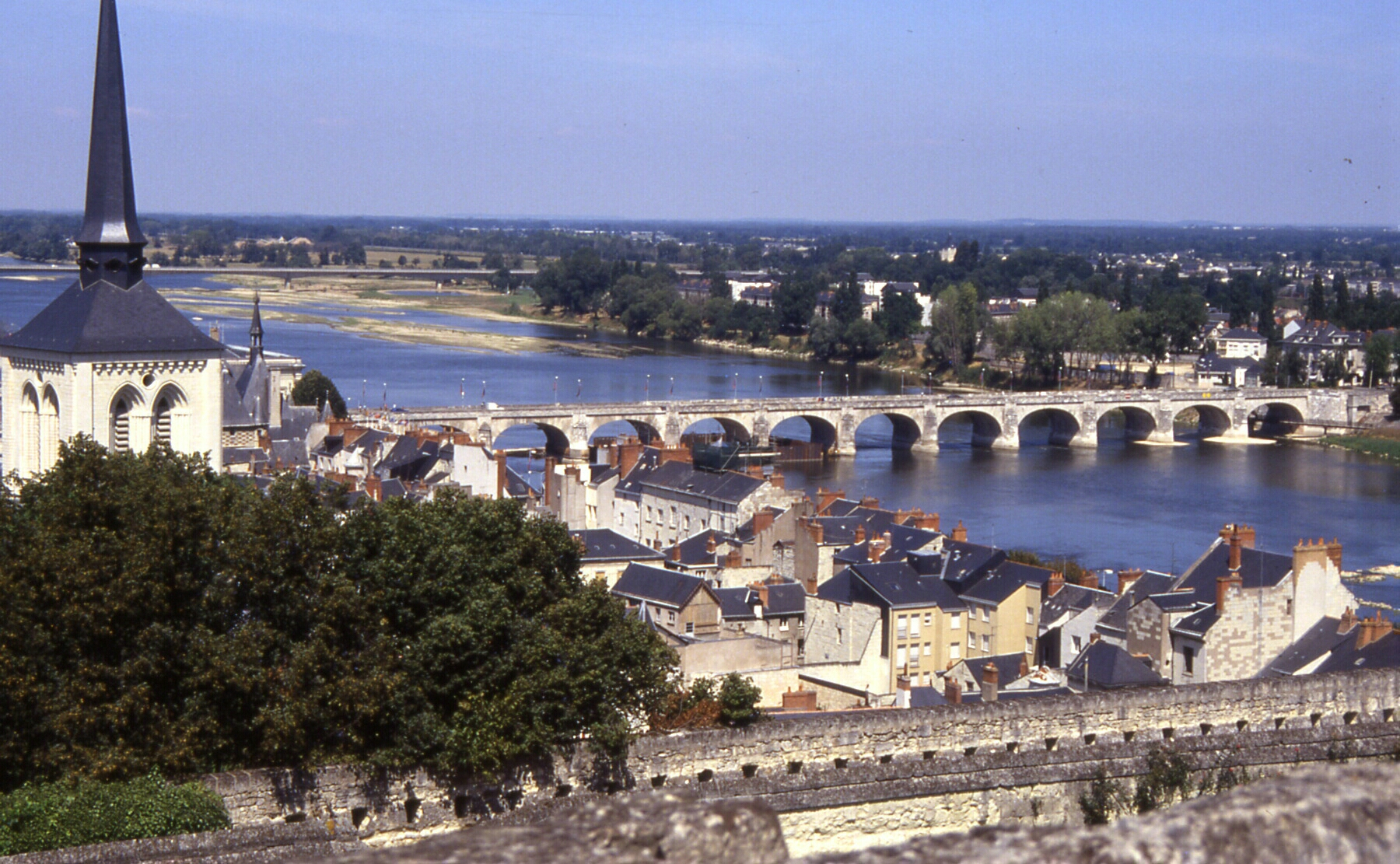
Vue du pont depuis le château de Saumur